# Juergen Boos

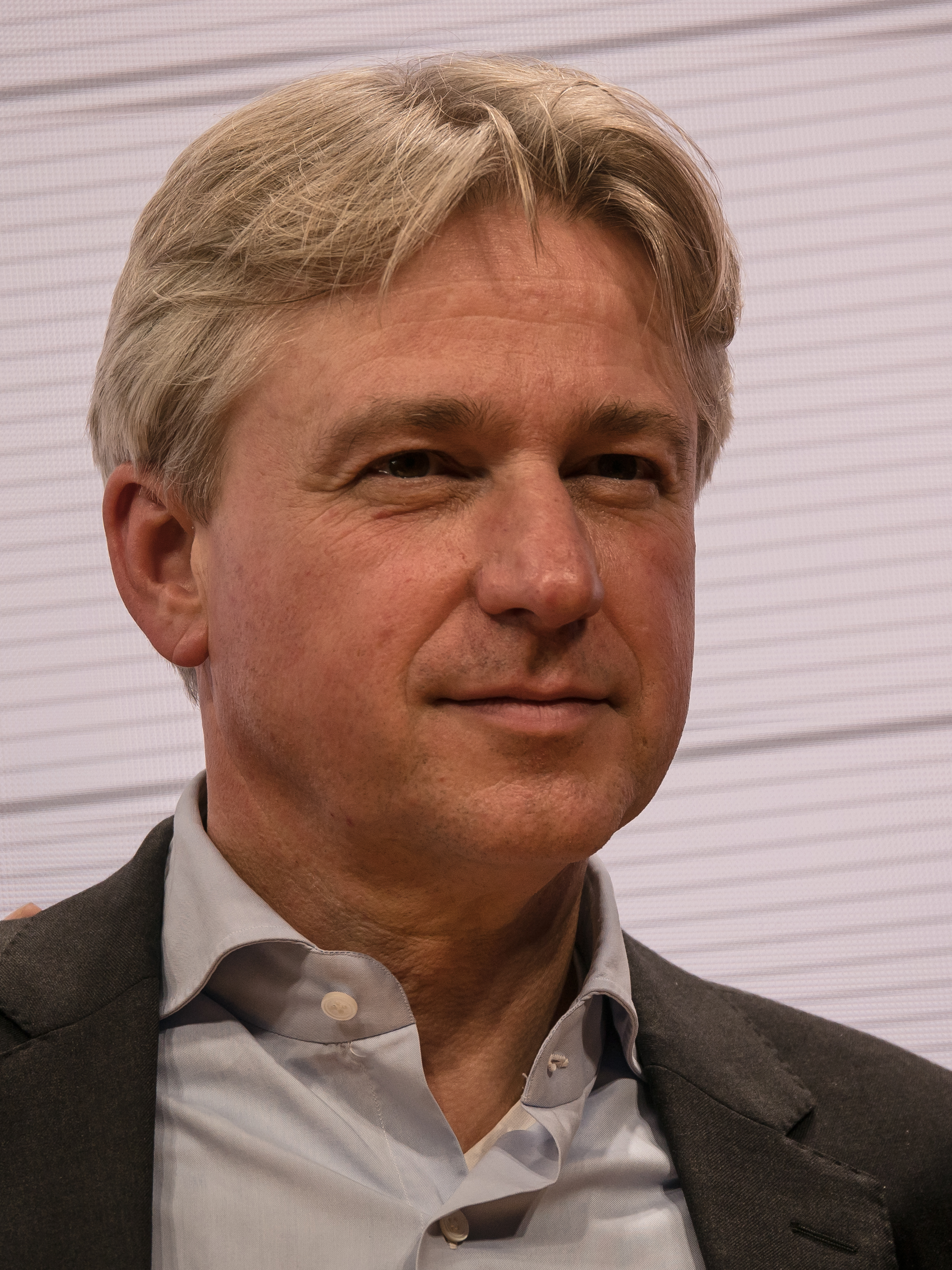
Juergen Boos (2017)

Juergen Boos (* 9. Mai 1961 in Lörrach) ist ein deutscher Verlagsmanager und seit April 2005 Direktor der Frankfurter Buchmesse.

## Leben und Wirken
Juergen Boos absolvierte in den 1980er Jahren eine Ausbildung zum Verlagsbuchhändler beim Herder Verlag und studierte Marketing und Organisationstheorie. Er übernahm Führungs-Positionen beim Droemer Knaur Verlag, Carl Hanser Verlag  sowie Springer Science and Business Media und John Wiley & Sons. 2005 wurde er Direktor der Frankfurter Buchmesse.
Als Direktor modernisiert er die Frankfurter Buchmesse von der klassischen Büchermesse hin zur „Messe für Inhalte und Geschichten“: Unter seiner Leitung entstanden branchenübergreifende Angebote wie Books at Berlinale, die Transmedia-Konferenz StoryDrive, die Self-Publishing Area sowie die Frankfurt Hot Spots für digitale Dienstleister und Publishing Startups. Dies brachte ihm in der Frankfurter Allgemeinen Zeitung den Vorwurf ein, die Frankfurter Buchmesse zur reinen „Messe der Content-Industrie“ umzugestalten.
Boos lud 2015 Salman Rushdie für die Eröffnungspressekonferenz auf der Frankfurter Buchmesse ein, um auf die zunehmenden Angriffe auf die Freiheit des Wortes aufmerksam zu machen. Dies wurde im Vorfeld von der iranischen Regierung heftig kritisiert. Sie boykottierte wegen Rushdies Auftritt die Frankfurter Buchmesse und ließ den iranischen Nationalstand auf der Buchmesse leer stehen.
Am 20. November 2013 wurde Juergen Boos das österreichische Ehrenkreuz für Wissenschaft und Kunst verliehen. Am 17. Januar 2017 erhielt er die Ehrendoktorwürde der Ivane Javakhishvili Tbilisi State University. Im Rahmen des Staatsbesuches des spanischen Königspaares auf der Frankfurter Buchmesse 2022 wurde Juergen Boos der „Encomienda de Número de la Orden de Isabel la Católica“ verliehen. Am 11. Februar 2023 wurde Juergen Boos von König Harald V. von Norwegen zum Ritter 1. Klasse des Königlich Norwegischen Verdienstordens ernannt.
Für die Frankfurter Buchmesse 2020 verantwortete Juergen Boos unter den Bedingungen der COVID-19-Pandemie ein hauptsächlich digitales Angebot sowohl für Fachbesucher mit digitalem Rechtehandel als auch für Lesepublikum mit Veranstaltungen im Rahmen des digitalen Bookfest.
Boos ist Präsident der LITPROM (Gesellschaft zur Förderung der Literatur aus Afrika, Asien und Lateinamerika e. V.), sowie Geschäftsführer der LitCam (Frankfurt Book Fair Literacy Campaign). Er ist außerdem Mitglied des Scientific Committee des Sheikh Zayed Book Award und Mitglied der Akademie Deutscher Buchpreis. Im Februar 2018 wurde Boos als Chevalier des Arts et des Lettres ausgezeichnet. Am 5. Oktober 2022 erhielt er den nach Vigdís Finnbogadóttir, der ehemaligen Präsidentin Islands und jetzigen UNESCO-Botschafterin für die Förderung sprachlicher Vielfalt, benannten „Vigdís International Prize“, der gemeinsam von der isländischen Regierung, der Universität Island sowie dem Vigdís International Centre for Multilingualism und Intercultural Understanding verliehen wird.
Seit Dezember 2022 ist er Mitglied im PEN Berlin.

## Kritik
Im September 2009 wurde Juergen Boos öffentlich kritisiert. Unter seiner Leitung wurden zwei chinesische Dissidenten, die auf einem Symposium zum Thema „China und die Welt: Wahrnehmung und Wirklichkeit“ sprechen sollten, auf massiven Druck der chinesischen Delegation wieder ausgeladen. Sie nahmen dennoch teil, was zu Protesten der Delegation Chinas führte. Am 15. September 2009 nahm Juergen Boos dazu öffentlich Stellung.
Am 20. Oktober 2023 sollte die palästinensische Schriftstellerin Adania Shibli den von Litprom e.V. vergebenen LiBeraturpreis 2023 für den Roman "Eine Nebensache" entgegennehmen. Juergen Boos ist LitProm-Vorsitzender. Aufgrund des Terrorangriffs der Hamas gegen Israel am 7. Oktober 2023 und der politischen und militärischen Folgen für Israel und Palästina hatte sich der Organisator Litprom e.V. entschlossen, die geplante Preisverleihung des LiBeraturpreises auf der Frankfurter Buchmesse abzusagen und zu einem späteren Zeitpunkt durchzuführen. Aufgrund dieser Absage gab es zahlreiche kritische Reaktionen.